# Фрост, Джо
Джоан «Джо» Фрост (род. 27 июня 1971) — британская телеведущая и писательница. Известна как ведущая реалити-шоу «Супер-няня», а также других программ, выходящих в Великобритании, США и Нидерландах. Программа Джо Фрост о семейных отношениях «Семейный SOS с Джо Фрост» касается таких острых проблем как наркомания и семейное насилие. Автор шести наставлений по уходу за ребёнком.

## Ранние годы
Фрост росла с братом в юго-западной части Лондона. Eё отец-британец работал строителем, а мать, родившаяся в Гибралтаре, была оформителем интерьеров. Фрост была счастливым и физически активным ребёнком. Её отец интересовался историей, поэтому в детстве она посетила множество старинных замков и музеев. В 1994 году её мать умерла от рака. Джоан жила с отцом до 2014 года, после чего переехала к жениху в Калифорнию.

## Карьера

### Няня
На протяжении 15 лет, начиная примерно с 1990 г., Джоан Фрост работала няней в Великобритании и затем в США. В числе ее нанимателей были такие знаменитости как телепродюсер Джон Ллойд.

### Телевидение
В 2004 году Фрост попала в телепрограмму 4-го канала Супер-няня. Её роль заключалась в посещении семей с проблемами и демонстрации различных педагогических приёмов для улучшения семейных отношений. Работа Фрост получила высокую оценку специалистов по подростковой психологии. Однако некоторые критики считают, что её методы нарушают права детей на неприкосновенность частной жизни.
Программа сразу получила признание: только в первый год её посмотрело шесть миллионов человек. К 2014 году передачи, созданные по образцу Супер-няни, появились в 48 странах. В США передача выходит на канале ABC. Американская версия Супер-няни также получила широкую популярность, в результате чего Джо Фрост была приглашена на популярные телешоу Дэвида Леттермана, Опры Уинфри и Джея Лино. В 2011 году Фрост решила прекратить работу над передачей и её место заняла Дебора Тиллман. Фрост отнеслась к замене без восторга, заявив: «Супер-няня — это я.».
28 мая 2013 года на канале TLC в США состоялась премьера программы «Семейный SOS с Джо Фрост». В отличие от «Супер-няни» эта программа не ограничивалась вопросами поддержания дисциплины, но затрагивала более сложные вопросы, такие, как смешанные семьи, наркомания, насилие и другие семейные проблемы. Фрост стала также одним из исполнительных продюсеров программы
18 апреля 2014 года стартовало ток-шоу «Семейные дела с Джо Фрост» на канале ITV (Великобритания). До начала шоу семьи проходили интервью о тех семейных проблемах, которые предстоит обсудить в ходе передачи. Сама передача опирается на интуицию и опыт Фрост в решении семейных проблем.
В январе 2015 года было объявлено о том, что производственная компания Фрост Nanny Jo Productions заключила соглашение с голландским телеканалом Strix Television о производстве программы Няня на гастролях. В рамках программы Фрост будет ездить по стране, помогая семьям. В США программа дебютировала на канале UP TV 28 января 2016.

### Автор
Фрост написала шесть книг о воспитании детей. В 2005 году книга «Supernanny: Getting the Most From Your Children» попала в список бестселлеров газеты The New York Times.

## Общественная работа
Джо Фрост сотрудничает на общественных началах с движением за вакцинацию детей Shot@Life, финансируемом Фондом Объединённых наций Теда Тёрнера . В марте 2015 года она посетила Конгресс США, демонстрируя свою поддержку движению. Фрост ведёт блог в поддержку вакцинации детей и является одной из знаменитостей, участвующих в движении «Международный день дарения» (#Givingtuesday) .
Она читает публичные лекции по вопросам воспитания детей и семейным проблемам, а также оказывает поддержку людям, страдающим анафилаксией и другими видами тяжёлой аллергии. В 2014 году была назначена почётным представителем FARE — программы исследования и просвещения в области пищевых аллергий. Фрост также является активистом в деле помощи бедным и брошенным детям.

## Творчество

### Телепрограммы
- Supernanny. United Kingdom. 2004-2012.{{cite AV media}}:  Википедия:Обслуживание CS1 (формат даты) (ссылка)[1]
- Supernanny. United States. 2005-2011.{{cite AV media}}:  Википедия:Обслуживание CS1 (формат даты) (ссылка)[1]
- Jo Frost: Extreme Parental Guidance. United Kingdom. 2010-2012.{{cite AV media}}:  Википедия:Обслуживание CS1 (формат даты) (ссылка)[19]
- Family S.O.S. with Jo Frost. United States. 2013.[9]
- Family Matters. United Kingdom. 2014.[11]
- Jo Frost: Nanny on Tour. Netherlands. 2015.[13]
- Jo Frost: Nanny On Tour. United States. 2016.[13]

### Книги
- Jo Frost. Supernanny: How to Get the Best from Your Children (англ.). — London: Hodder, 2005. — ISBN 0-340-89516-0.
- Jo Frost. Ask Supernanny: What Every Parent Wants to Know (англ.). — London: Hodder Mobius, 2006. — ISBN 0-340-92132-3.
- Jo Frost. Jo Frost’s Confident Baby Care (неопр.). — London: Orion, 2007. — ISBN 0-7528-8855-2.
- Jo Frost. Jo Frost’s Confident Toddler Care (неопр.). — London: Orion, 2011. — ISBN 1-4091-1334-5.
- Jo Frost. Jo Frost’s Toddler SOS (неопр.). — London: Orion, 2013. — ISBN 0-7528-9864-7.
- Jo Frost. Jo Frost’s Toddler Rules (неопр.). — New York: Ballantine Books[англ.], 2014. — ISBN 0-345-54238-X.
- Джо Фрост. Пять элементов гармоничного воспитания малыша. Руководство от суперняни = Toddler Rules.Your 5- Step Guide to Shaping Proper Behavior. — М.: Альпина нон-фикшн, 2016. — 316 с. — («Раннее развитие»). — ISBN 978-5-91671-558-3.